# Pamela Burford

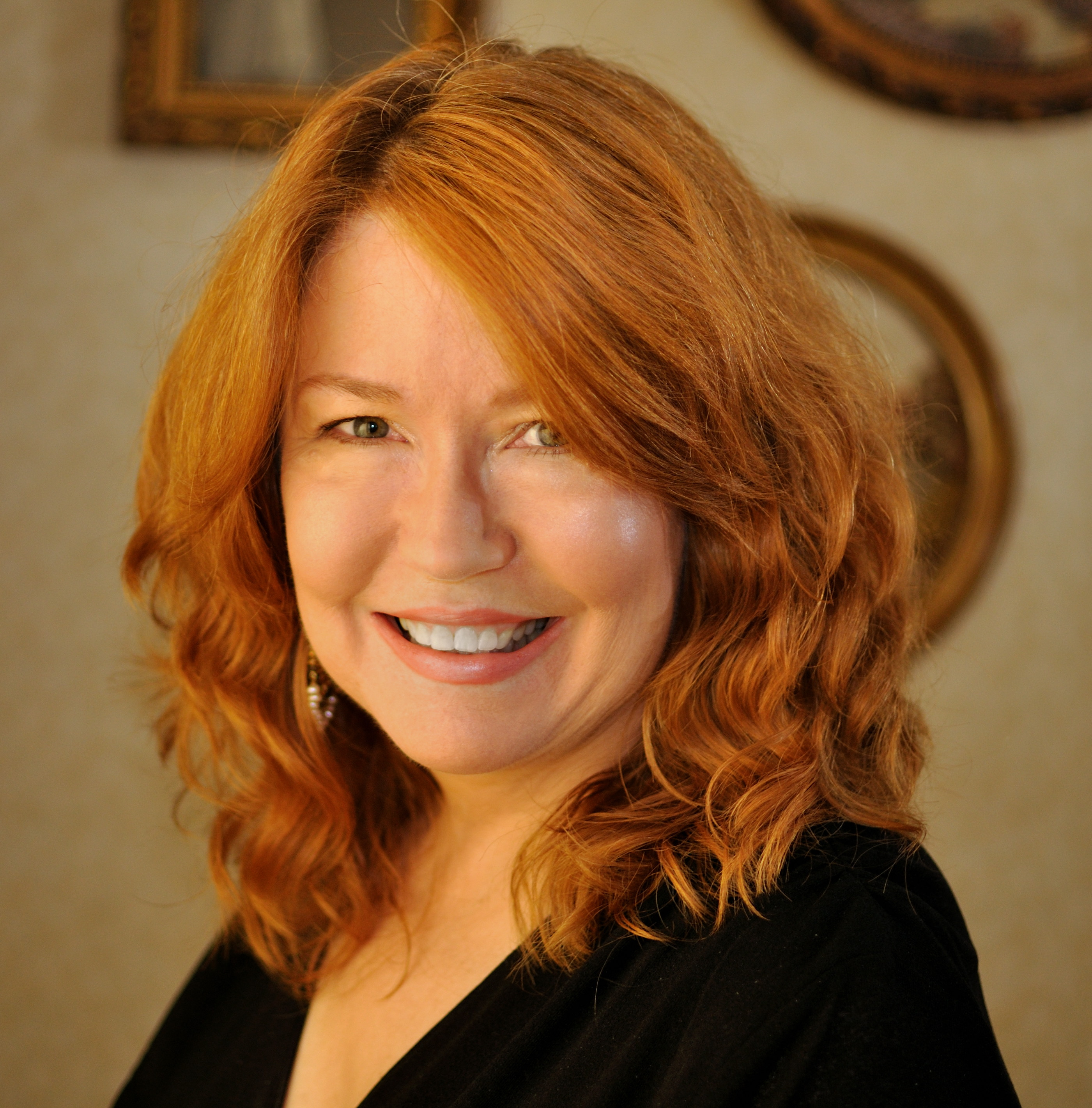
Pamela Burford, 2011

Pamela Burford (* 9. August 1954 in Las Cruces, New Mexico) ist eine US-amerikanische Schriftstellerin.

## Leben
Burford ist die Zwillingsschwester der Schriftstellerin Patricia Ryan. Als langjähriges Mitglied im Schriftstellerverband Romance Writers of America gründete sie die Abteilung Long Island Romance Writers und leitete diese auch einige Zeit als Präsidentin.
Als Herausgeberin betreut Burford ein Audio-Magazin für blinde Menschen. Sie ist verheiratet und hat zwei Kinder.

## Werke (Auswahl)
- A class act. Mills & Boon, Richmond, R.I. 2000, ISBN 0-263-82379-2.
- A hard-hearted hero. Mills & Boon, Richmond, R.I. 1998, ISBN 0-263-81197-2.
- His secret side. Harlequin Books, New York 1996, ISBN 0-373-22360-9.
- In the dark. Mills & Boon, Richmond, R.I. 1999, ISBN 0-263-81955-8.
- Jacks are wild. Harlequin Books, New York 1997, ISBN 0-373-25758-9.
- Too darn hot. Kensington Publ., New York 2000, ISBN 0-8217-7134-5.
- Twice burned. Harlequin Books, New York 1997, ISBN 0-373-22420-6.
- Wedding-Ring-Quartett

1. Love's funny that way. Mills & Boon, Richmond, R.I. 2000, ISBN 0-263-82820-4.
2. I do, but here's the catch. Mills & Boon, Richmond, R.I. 2001.
3. One eager bride to go. Mills & Boon, Richmond, R.I. 2001, ISBN 0-263-82828-X.
4. Fiancé for hire. Mills & Boon, Richmond, R.I. 2002, ISBN 0-263-83256-2.